# Gran Premio di superbike di Brno 2009
Il Gran Premio di Superbike di Brno 2009 è stata la decima prova su quattordici del campionato mondiale Superbike 2009, è stato disputato il 26 luglio sul circuito di Brno e in gara 1 ha visto la vittoria di Max Biaggi davanti a Carlos Checa e Jonathan Rea, la gara 2 è stata vinta da Ben Spies che ha preceduto Max Biaggi e Michel Fabrizio.
La vittoria nella gara valevole per il campionato mondiale Supersport 2009 è stata ottenuta da Fabien Foret.

## Risultati

### Gara 1

#### Arrivati al traguardo[4]
| Pos. | Nº  | Pilota            | Squadra                    | Motocicletta         | Giri | Tempo     | Griglia | Punti |
| ---- | --- | ----------------- | -------------------------- | -------------------- | ---- | --------- | ------- | ----- |
| 1º   | 3   | Max Biaggi        | Aprilia Racing             | Aprilia RSV4 Factory | 20   | 40:18.306 | 3º      | 25    |
| 2º   | 7   | Carlos Checa      | HANNspree Ten Kate Honda   | Honda CBR1000RR      | 20   | +0:03.631 | 10º     | 20    |
| 3º   | 65  | Jonathan Rea      | HANNspree Ten Kate Honda   | Honda CBR1000RR      | 20   | +0:09.948 | 4º      | 16    |
| 4º   | 67  | Shane Byrne       | Sterilgarda                | Ducati 1098R         | 20   | +0:12.952 | 5º      | 13    |
| 5º   | 11  | Troy Corser       | BMW Motorrad Motorsport    | BMW S1000 RR         | 20   | +0:14.599 | 6º      | 11    |
| 6º   | 96  | Jakub Smrž        | Guandalini Racing          | Ducati 1098R         | 20   | +0:19.359 | 12º     | 10    |
| 7º   | 91  | Leon Haslam       | Stiggy Racing Honda        | Honda CBR1000RR      | 20   | +0:19.680 | 17º     | 9     |
| 8º   | 41  | Noriyuki Haga     | Ducati Xerox               | Ducati 1098R         | 20   | +0:20.731 | 14º     | 8     |
| 9º   | 14  | Matthieu Lagrive  | Honda Althea Racing        | Honda CBR1000RR      | 20   | +0:21.923 | 16º     | 7     |
| 10º  | 100 | Makoto Tamada     | Kawasaki World Superbike   | Kawasaki ZX 10R      | 20   | +0:27.807 | 11º     | 6     |
| 11º  | 10  | Fonsi Nieto       | DFX Corse                  | Ducati 1098R         | 20   | +0:35.263 | 21º     | 5     |
| 12º  | 23  | Broc Parkes       | Kawasaki World Superbike   | Kawasaki ZX 10R      | 20   | +0:36.535 | 19º     | 4     |
| 13º  | 9   | Ryūichi Kiyonari  | Ten Kate Honda Racing      | Honda CBR1000RR      | 20   | +0:38.586 | 18º     | 3     |
| 14º  | 71  | Yukio Kagayama    | Suzuki Alstare BRUX        | Suzuki GSX-R 1000 K9 | 20   | +0:40.061 | 13º     | 2     |
| 15º  | 77  | Vittorio Iannuzzo | Squadra Corse Italia       | Honda CBR1000RR      | 20   | +0:40.280 | 24º     | 1     |
| 16º  | 99  | Luca Scassa       | Team Pedercini             | Kawasaki ZX 10R      | 20   | +0:40.641 | 23º     |       |
| 17º  | 25  | David Salom       | Team Pedercini             | Kawasaki ZX 10R      | 20   | +1:10.529 | 22º     |       |
| 18º  | 94  | David Checa       | Yamaha France GMT 94 Ipone | Yamaha YZF R1        | 20   | +1:14.874 | 26º     |       |
| 19º  | 88  | Roland Resch      | TKR Suzuki Switzerland     | Suzuki GSX-R 1000 K9 | 20   | +1:42.979 | 27º     |       |
| 20º  | 51  | Miloš Čihák       | ProRace                    | Suzuki GSX-R 1000 K9 | 20   | +1:43.111 | 28º     |       |

#### Ritirati
| Nº  | Pilota            | Squadra                 | Motocicletta         | Giri | Griglia |
| --- | ----------------- | ----------------------- | -------------------- | ---- | ------- |
| 66  | Tom Sykes         | Yamaha WSB              | Yamaha YZF R1        | 19   | 8º      |
| 53  | Alessandro Polita | Celani Race             | Suzuki GSX-R 1000 K9 | 14   | 25º     |
| 121 | John Hopkins      | Stiggy Racing Honda     | Honda CBR1000RR      | 10   | 20º     |
| 56  | Shin'ya Nakano    | Aprilia Racing          | Aprilia RSV4 Factory | 8    | 15º     |
| 19  | Ben Spies         | Yamaha WSB              | Yamaha YZF R1        | 4    | 1º      |
| 84  | Michel Fabrizio   | Ducati Xerox            | Ducati 1098R         | 4    | 2º      |
| 57  | Lorenzo Lanzi     | DFX Corse               | Ducati 1098R         | 2    | 9º      |
| 111 | Rubén Xaus        | BMW Motorrad Motorsport | BMW S1000 RR         | 0    | 7º      |

### Gara 2

#### Arrivati al traguardo[5]
| Pos. | Nº | Pilota            | Squadra                    | Motocicletta         | Giri | Tempo     | Griglia | Punti |
| ---- | -- | ----------------- | -------------------------- | -------------------- | ---- | --------- | ------- | ----- |
| 1º   | 19 | Ben Spies         | Yamaha WSB                 | Yamaha YZF R1        | 20   | 40:15.420 | 1º      | 25    |
| 2º   | 3  | Max Biaggi        | Aprilia Racing             | Aprilia RSV4 Factory | 20   | +0:00.213 | 3º      | 20    |
| 3º   | 84 | Michel Fabrizio   | Ducati Xerox               | Ducati 1098R         | 20   | +0:00.657 | 2º      | 16    |
| 4º   | 65 | Jonathan Rea      | HANNspree Ten Kate Honda   | Honda CBR1000RR      | 20   | +0:08.311 | 4º      | 13    |
| 5º   | 7  | Carlos Checa      | HANNspree Ten Kate Honda   | Honda CBR1000RR      | 20   | +0:08.915 | 10º     | 11    |
| 6º   | 41 | Noriyuki Haga     | Ducati Xerox               | Ducati 1098R         | 20   | +0:21.175 | 14º     | 10    |
| 7º   | 66 | Tom Sykes         | Yamaha WSB                 | Yamaha YZF R1        | 20   | +0:21.384 | 8º      | 9     |
| 8º   | 67 | Shane Byrne       | Sterilgarda                | Ducati 1098R         | 20   | +0:21.599 | 5º      | 8     |
| 9º   | 96 | Jakub Smrž        | Guandalini Racing          | Ducati 1098R         | 20   | +0:21.726 | 12º     | 7     |
| 10º  | 11 | Troy Corser       | BMW Motorrad Motorsport    | BMW S1000 RR         | 20   | +0:25.180 | 6º      | 6     |
| 11º  | 56 | Shin'ya Nakano    | Aprilia Racing             | Aprilia RSV4 Factory | 20   | +0:25.612 | 15º     | 5     |
| 12º  | 91 | Leon Haslam       | Stiggy Racing Honda        | Honda CBR1000RR      | 20   | +0:25.622 | 17º     | 4     |
| 13º  | 9  | Ryūichi Kiyonari  | Ten Kate Honda Racing      | Honda CBR1000RR      | 20   | +0:26.246 | 18º     | 3     |
| 14º  | 14 | Matthieu Lagrive  | Honda Althea Racing        | Honda CBR1000RR      | 20   | +0:31.098 | 16º     | 2     |
| 15º  | 57 | Lorenzo Lanzi     | DFX Corse                  | Ducati 1098R         | 20   | +0:32.706 | 9º      | 1     |
| 16º  | 23 | Broc Parkes       | Kawasaki World Superbike   | Kawasaki ZX 10R      | 20   | +0:33.173 | 19º     |       |
| 17º  | 10 | Fonsi Nieto       | DFX Corse                  | Ducati 1098R         | 20   | +0:34.953 | 21º     |       |
| 18º  | 77 | Vittorio Iannuzzo | Squadra Corse Italia       | Honda CBR1000RR      | 20   | +0:57.751 | 24º     |       |
| 19º  | 94 | David Checa       | Yamaha France GMT 94 Ipone | Yamaha YZF R1        | 20   | +1:00.273 | 26º     |       |
| 20º  | 88 | Roland Resch      | TKR Suzuki Switzerland     | Suzuki GSX-R 1000 K9 | 20   | +1:29.794 | 27º     |       |

#### Ritirati
| Nº  | Pilota            | Squadra                  | Motocicletta         | Giri | Griglia |
| --- | ----------------- | ------------------------ | -------------------- | ---- | ------- |
| 53  | Alessandro Polita | Celani Race              | Suzuki GSX-R 1000 K9 | 12   | 25º     |
| 99  | Luca Scassa       | Team Pedercini           | Kawasaki ZX 10R      | 7    | 23º     |
| 51  | Miloš Čihák       | ProRace                  | Suzuki GSX-R 1000 K9 | 7    | 28º     |
| 121 | John Hopkins      | Stiggy Racing Honda      | Honda CBR1000RR      | 6    | 20º     |
| 71  | Yukio Kagayama    | Suzuki Alstare BRUX      | Suzuki GSX-R 1000 K9 | 6    | 13º     |
| 25  | David Salom       | Team Pedercini           | Kawasaki ZX 10R      | 5    | 22º     |
| 100 | Makoto Tamada     | Kawasaki World Superbike | Kawasaki ZX 10R      | 3    | 11º     |

### Supersport

#### Arrivati al traguardo[3]
| Pos. | Nº  | Pilota             | Squadra                    | Motocicletta        | Giri | Tempo     | Griglia | Punti |
| ---- | --- | ------------------ | -------------------------- | ------------------- | ---- | --------- | ------- | ----- |
| 1º   | 99  | Fabien Foret       | Yamaha World Supersport    | Yamaha YZF R6       | 18   | 37:14.367 | 7º      | 25    |
| 2º   | 13  | Anthony West       | Stiggy Racing Honda        | Honda CBR600RR      | 18   | + 0.148   | 10º     | 20    |
| 3º   | 26  | Joan Lascorz       | Kawasaki Motocard.com      | Kawasaki ZX-6R      | 18   | + 0.289   | 3º      | 16    |
| 4º   | 21  | Katsuaki Fujiwara  | Kawasaki Motocard.com      | Kawasaki ZX-6R      | 18   | + 0.400   | 4º      | 13    |
| 5º   | 50  | Eugene Laverty     | Parkalgar Honda            | Honda CBR600RR      | 18   | + 6.823   | 2º      | 11    |
| 6º   | 132 | Sheridan Morais    | YZF Yamaha                 | Yamaha YZF R6       | 18   | + 14.896  | 13º     | 10    |
| 7º   | 55  | Massimo Roccoli    | Intermoto Czech            | Honda CBR600RR      | 18   | + 15.092  | 9º      | 9     |
| 8º   | 24  | Garry McCoy        | ParkinGO Triumph BE1       | Triumph Daytona 675 | 18   | + 15.634  | 6º      | 8     |
| 9º   | 54  | Kenan Sofuoğlu     | HANNspree Ten Kate Honda   | Honda CBR600RR      | 18   | + 18.592  | 14º     | 7     |
| 10º  | 1   | Andrew Pitt        | HANNspree Ten Kate Honda   | Honda CBR600RR      | 18   | + 29.679  | 24º     | 6     |
| 11º  | 77  | Barry Veneman      | George White Ten Kate R.   | Honda CBR600RR      | 18   | + 29.803  | 17º     | 5     |
| 12º  | 9   | Danilo Dell'Omo    | Kuja Racing                | Honda CBR600RR      | 18   | + 30.215  | 15º     | 4     |
| 13º  | 25  | Michael Laverty    | Echo CRS Grand Prix        | Honda CBR600RR      | 18   | + 30.517  | 20º     | 3     |
| 14º  | 105 | Gianluca Vizziello | Stiggy Racing Honda        | Honda CBR600RR      | 18   | + 40.163  | 21º     | 2     |
| 15º  | 30  | Jesco Günther      | RES Software Veidec Racing | Honda CBR600RR      | 18   | + 46.026  | 18º     | 1     |
| 16º  | 22  | Robert Mureșan     | MS Romania Racing          | Triumph Daytona 675 | 18   | + 52.714  | 26º     |       |
| 17º  | 28  | Arie Vos           | Veidec Racing RES Software | Honda CBR600RR      | 18   | + 54.285  | 19º     |       |
| 18º  | 16  | Sam Lowes          | Echo CRS Grand Prix        | Honda CBR600RR      | 18   | +1'26.735 | 27º     |       |
| 19º  | 88  | Yannick Guerra     | Holiday Gym Racing         | Yamaha YZF R6       | 18   | +1'30.289 | 28º     |       |
| 20º  | 66  | Jiří Brož          | Intermoto Czech            | Honda CBR600RR      | 18   | +1'57.684 | 29º     |       |

#### Ritirati
| Nº  | Pilota            | Squadra                    | Motocicletta        | Giri | Griglia |
| --- | ----------------- | -------------------------- | ------------------- | ---- | ------- |
| 35  | Cal Crutchlow     | Yamaha World Supersport    | Yamaha YZF R6       | 16   | 1º      |
| 15  | Jason O'Halloran  | Honda Althea Racing        | Honda CBR600RR      | 15   | 25º     |
| 96  | Matěj Smrž        | MS Racing                  | Triumph Daytona 675 | 14   | 23º     |
| 7   | Patrik Vostárek   | Intermoto Czech            | Honda CBR600RR      | 9    | 22º     |
| 69  | Gianluca Nannelli | ParkinGO Triumph BE1       | Triumph Daytona 675 | 9    | 5º      |
| 117 | Miguel Praia      | Parkalgar Honda            | Honda CBR600RR      | 8    | 12º     |
| 127 | Robbin Harms      | Veidec Racing RES Software | Honda CBR600RR      | 6    | 16º     |
| 8   | Mark Aitchison    | Honda Althea Racing        | Honda CBR600RR      | 6    | 11º     |
| 51  | Michele Pirro     | Yamaha Lorenzini by Leoni  | Yamaha YZF R6       | 1    | 8º      |